# Zastruże (Żarów)

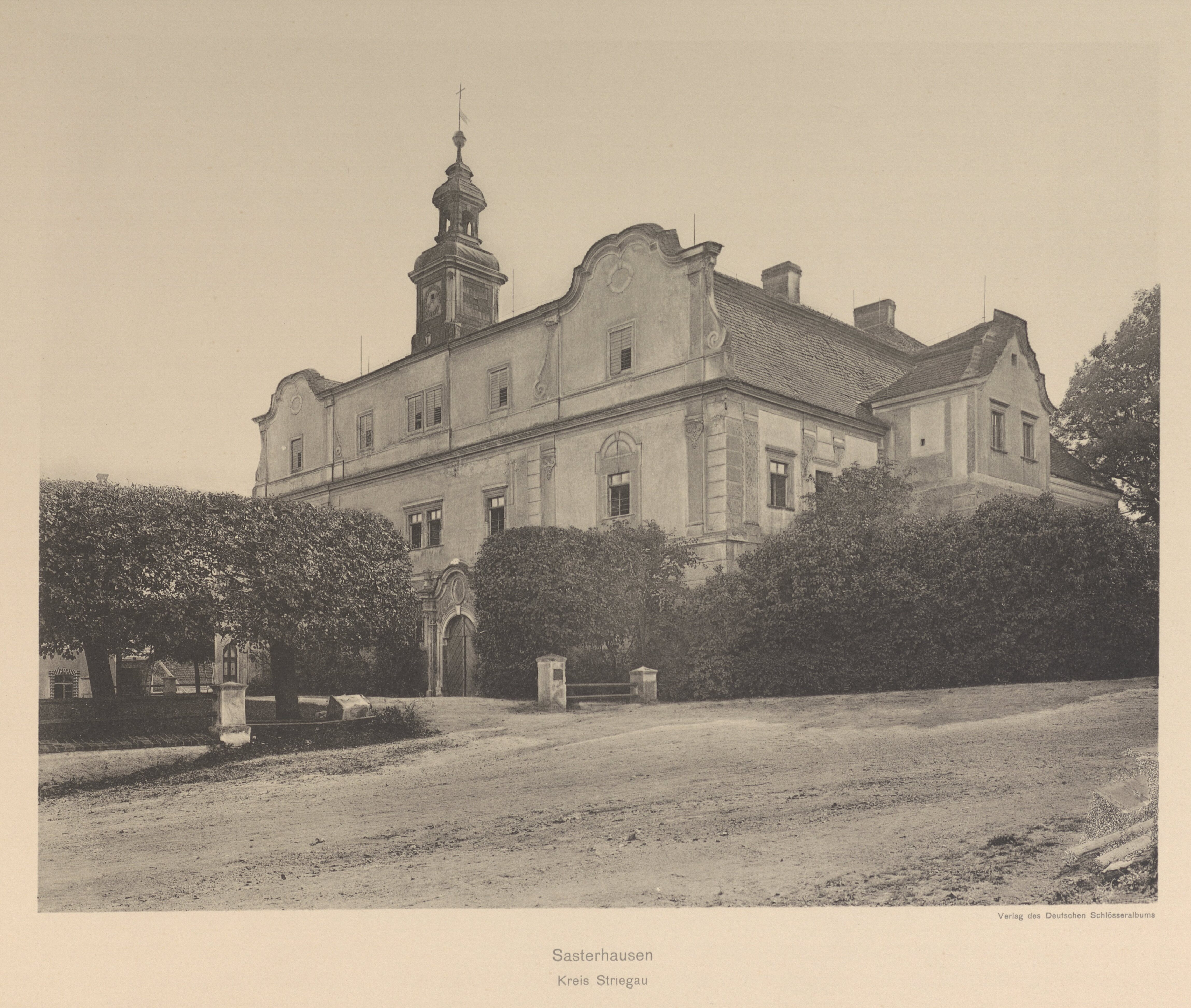
Schloss Sasterhausen

Zastruże (deutsch Sasterhausen) ist ein Dorf in der Stadt- und Landgemeinde Żarów (Saarau) im Powiat Świdnicki (Kreis Schweidnitz) in der Woiwodschaft Niederschlesien in Polen.

## Lage
Zastruże liegt 6 Kilometer nordöstlich von Żarów (Saarau) und 15 Kilometer südwestlich von Strzegom (Striegau). Nachbarorte sind Mielęcin (Pfaffendorf) im Westen, Kruków im Süden, Pyszczyn (Pitschen) im Osten, Marcinowiczki (Klein Merzdorf) im Südosten und Gościsław (Bertholdsdorf) im Norden.

## Geschichte
Grundherren waren: 1590 Jonas von Schindel der 1593 den Auftrag zum Bau des neuen Schlosses gab, 1626 Leonhard von Schindel und Hans von Stange, darauf bis zur Säkularisation des Stifts Grüssau. Nach dem Ersten Schlesischen Krieg fiel Sasterhausen 1741/42 mit dem größten Teil Schlesiens an Preußen. 1785 bestand das Dorf aus einem herrschaftlichen Wohnhaus inkl. einer Kapelle für den geistlichen Gutsadministrator, ein Vorwerk, 16 Gärtner, zwei Häusler, eine Wassermühle und 134 katholische Einwohner. Im Zuge von Sparmaßnahmen wurde der Kreis Striegau 1932 aufgelöst und Sasterhausen dem Kreis Neumarkt zugeschlagen. 
Als Folge des Zweiten Weltkriegs fiel Sasterhausen 1945 an Polen und wurde in Zastruże umbenannt. Die deutsche Bevölkerung wurde, so weit sie nicht schon vorher geflohen war, vertrieben. Die neu angesiedelten Bewohner waren zum Teil Heimatvertriebene aus Ostpolen, das von der Sowjetunion annektiert wurde. Von 1975 bis 1998 gehörte Zastruże zur Woiwodschaft Wałbrzych.

## Sehenswürdigkeiten
- Römisch-katholische Kapelle Mariä Himmelfahrt aus der zweiten Hälfte des 18. Jahrhunderts[2]
- Schloss Sasterhausen, im Kern aus dem Ende des 16. Jahrhunderts und Landschaftspark[3]